# Фромер, Владимир Николаевич
Владимир Николаевич Фро́мер (Зеев Бар-Ам) (11 октября 1940, Куйбышев, РСФСР, СССР — 8 ноября 2018, Иерусалим) — израильский писатель, историк, журналист, известный как первый публикатор книги Венедикта Ерофеева «Москва — Петушки».

## Биография
Родился в семье врачей. Отец — Николай Александрович Тимофеев, военврач 3-го ранга, погиб в сентябре 1941 года на фронте в результате попадания фугасной бомбы в военный госпиталь (по официальной версии — пропал без вести). Мать — Римма Григорьевна Рахлина, уроженка местечка Прилуки. В 1944 году вышла вторично замуж за доктора философии Михаила (Менахема, Манека) Фромера, польского еврея, эмигрировавшего в СССР до начала Второй мировой войны. В 1945 году семья переехала в Черновцы.
После окончания школы Владимир Фромер поступил на исторический факультет Воронежского университета. В 1962 году, по личному ходатайству президента Польской академии наук профессора Тадеуша Котарбинского (учителя Менахема Фромера), семья Фромеров получила разрешение на выезд в Польскую Народную Республику, где Владимир Фромер продолжил обучение на историческом факультете Варшавского университета.
В 1965 году семья репатриировалась в Израиль. Здесь Владимир Фромер успешно закончил истфак Еврейского университета в Иерусалиме. Работал на радиостанции «Коль Исраэль» диктором, переводчиком и автором программ. В 1972—1973 годах совместно с Михаилом Левиным издавал первый израильский литературный журнал на русском языке «Ами». Именно там в 1973 году впервые была опубликована поэма Венедикта Ерофеева «Москва-Петушки». В 1973 году участвовал в Войне Судного Дня.
В 1990-х годах стал известен как автор яркой и художественно цельной серии исторических статей о выдающихся израильских исторических деятелях. Сотрудничал с рядом периодических изданий на русском языке «Спутник», «Новости недели», «Время», «Вести», «Иерусалимский журнал». Являлся редактором и обозревателем на русскоязычной радиостанции «РЭКА». Автор ряда популярных книг по истории Израиля. Лауреат премии Федерации Союзов писателей Израиля (2004 год). Вот как о творчестве Фромера отзывается историк и писатель Владимир Кигель:

«Уникальный талант историка и прозаика Фромера заставляет читателя стать соучастником описанных событий. Книги Фромера — не обычные исторические романы. Автор, описывая своих персонажей, людей известных широкой публике и не очень известных, приобщает нас к пониманию мистического развития еврейской истории. Такое впечатление, что Фромер обладает шестым чувством, позволяющим оживлять историю. Его щедрость в откровении с нами скрытых смыслов еврейской истории превращает историческую правду, иногда горькую, в оптимистический взгляд в будущее».

Владимир Фромер умер в Иерусалиме 8 ноября 2018 года.